# Kuc szetlandzki

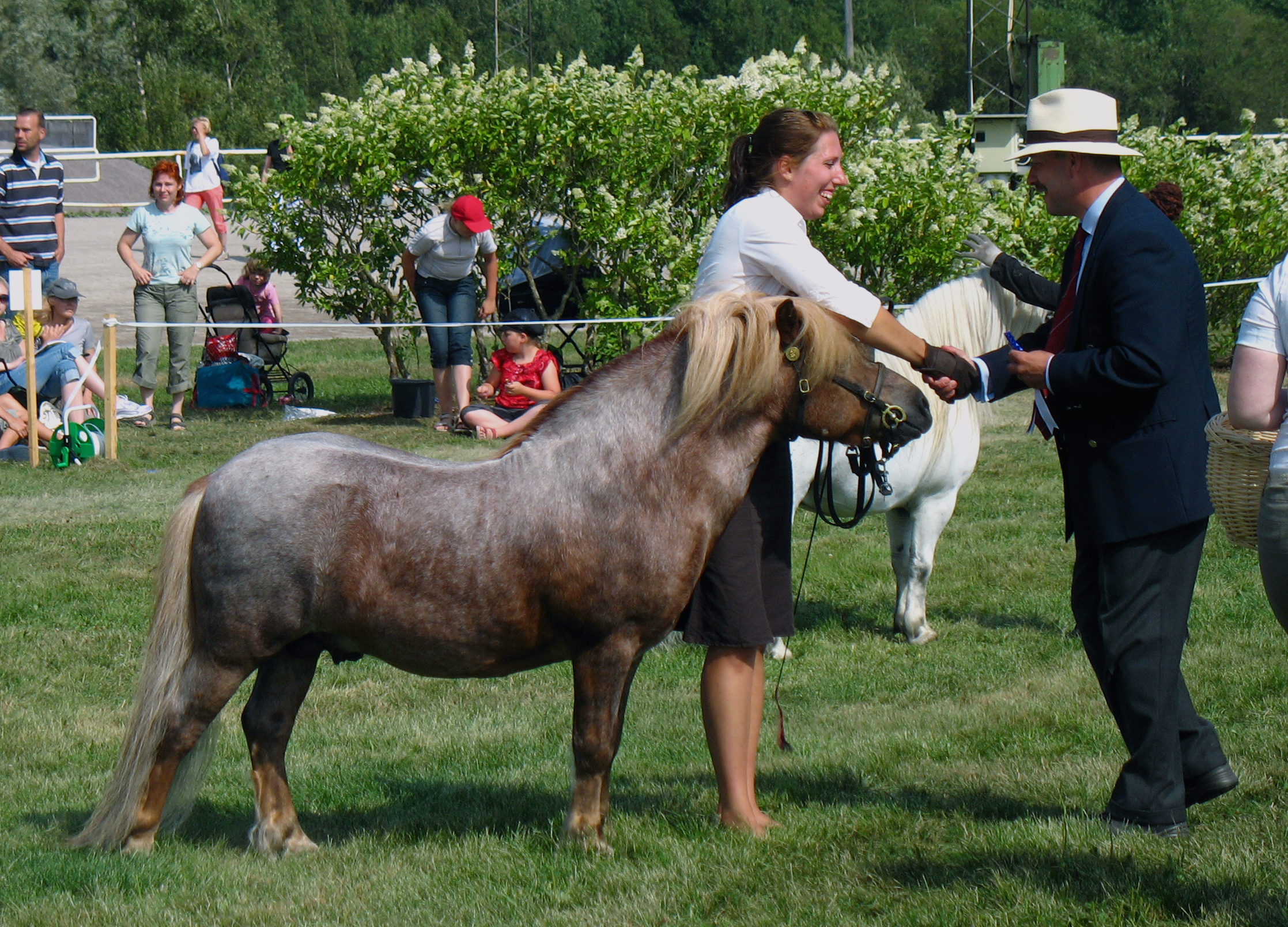
Kuc szetlandzki

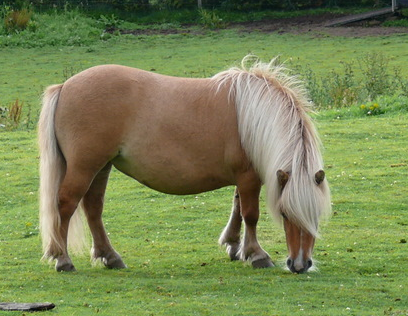
Kuc szetladzki o sierści letniej

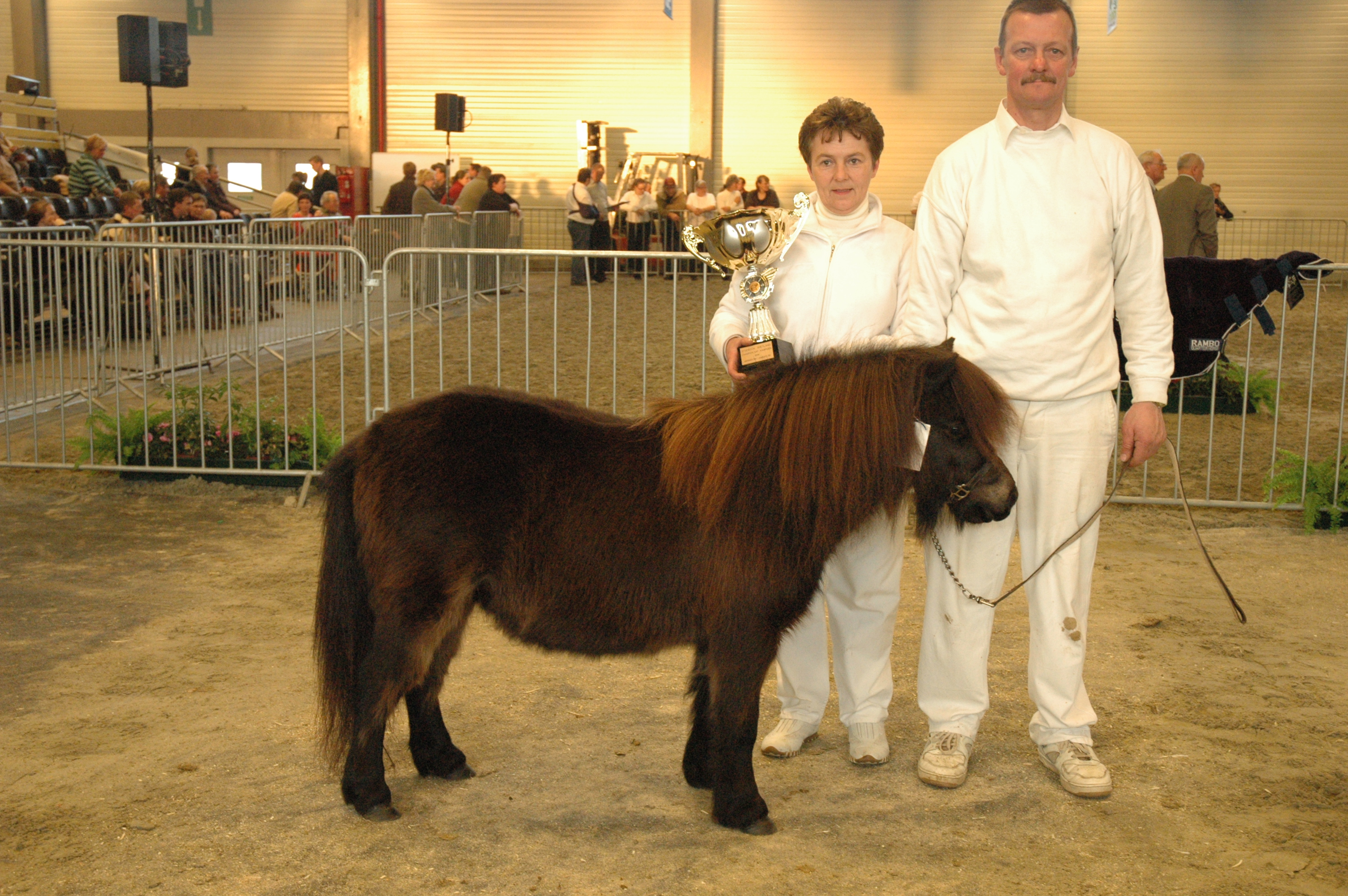
Kuc szetlandzki podczas pokazu

Kuc szetlandzki – rasa koni zaliczanych do kuców, pochodząca z Wysp Szetlandzkich. Jest to jedna z najmniejszych ras występujących obecnie kuców – ich niski wzrost jest wynikiem naturalnego procesu skarłowacenia. W 1890 założono pierwszą księgę stadną. Na skutek działalności człowieka kuce szetlandzkie, występujące początkowo jedynie na Szetlandach, rozprzestrzeniły się na cały świat.
Jedyna w Polsce stadnina kuców szetlandzkich znajduje się w Imnie pod Golczewem.
Rasa ta wywodzi się prawdopodobnie od prehistorycznych form kuca, które skarłowaciały w krańcowo surowych warunkach klimatycznych. Charakterystyczna dla kuców szetlandzkich jest ich siła, wytrzymałość, długowieczność (ok. 30 lat), upartość i jednocześnie łagodność. Często jeszcze jako 24-letnie konie służą do jazdy konnej.

## Historia
Nikt dokładnie nie wie, jak i kiedy powstała ta rasa. Pierwsze znaleziska na Wyspach Szetlandzkich (archipelag na Oceanie Atlantyckim, około 200 km na północ od wybrzeży Wielkiej Brytanii) pochodzą z 500 p.n.e. Przystosowały się do trudnych warunków atmosferycznych i skąpej ilości jedzenia, szczególnie w okresie zimowym, podczas którego często schodziły na wybrzeże i odżywiały się mchami i wodorostami. Wiadomo, że aż do dzisiaj rasa ta pozostała praktycznie niezmieniona. Jedynie około 1000 lat temu mogło dojść do krzyżówki z nieistniejącym już kucem norweskim. W 1890 kucowi szetlandzkiemu założono w Anglii księgę stadną. Od tamtej pory prowadzona jest hodowla w czystości rasy. W XIX wieku kuce szetlandzkie wykorzystywano do pracy w angielskich kopalniach, obecnie świetnie nadają się do małych bryczek i dziecięcej jazdy wierzchem.

## Pokrój
Zgodnie z wzorcem rasowym, wysokość w kłębie wynosi maksymalnie do 107 cm (śr. 101 cm). 
Głowa o prostym i suchym profilu, szyja jest mocna, łopatki długie, a kłąb słabo zaznaczony. Kłoda (tułów) tych koni jest masywna; klatka piersiowa jest głęboka. Zad silny i okrągły. Kończyny są krótkie; kopyta małe i twarde. Umaszczenie wszystkich rodzajów, oprócz tarantowatego. Sierść latem o włosie miękkim i dość gęstym, zimą włos długi z dobrze rozwiniętym podszerstkiem, który nie przepuszcza wody i chroni przed utratą ciepła. Kuce te odznaczają się bujną grzywą i ogonem, czasami zdarzają się szczotki pęcinowe.

## Odmiana amerykańska
Amerykańskie kuce szetlandzkie są większe od skandynawskich krewniaków  – mierzą ok. 115 cm w kłębie.